# Lützellinden
Lützellinden è una frazione della città tedesca di Gießen, nell'Assia.

Conta (2006) 2.425 abitanti.

## Storia

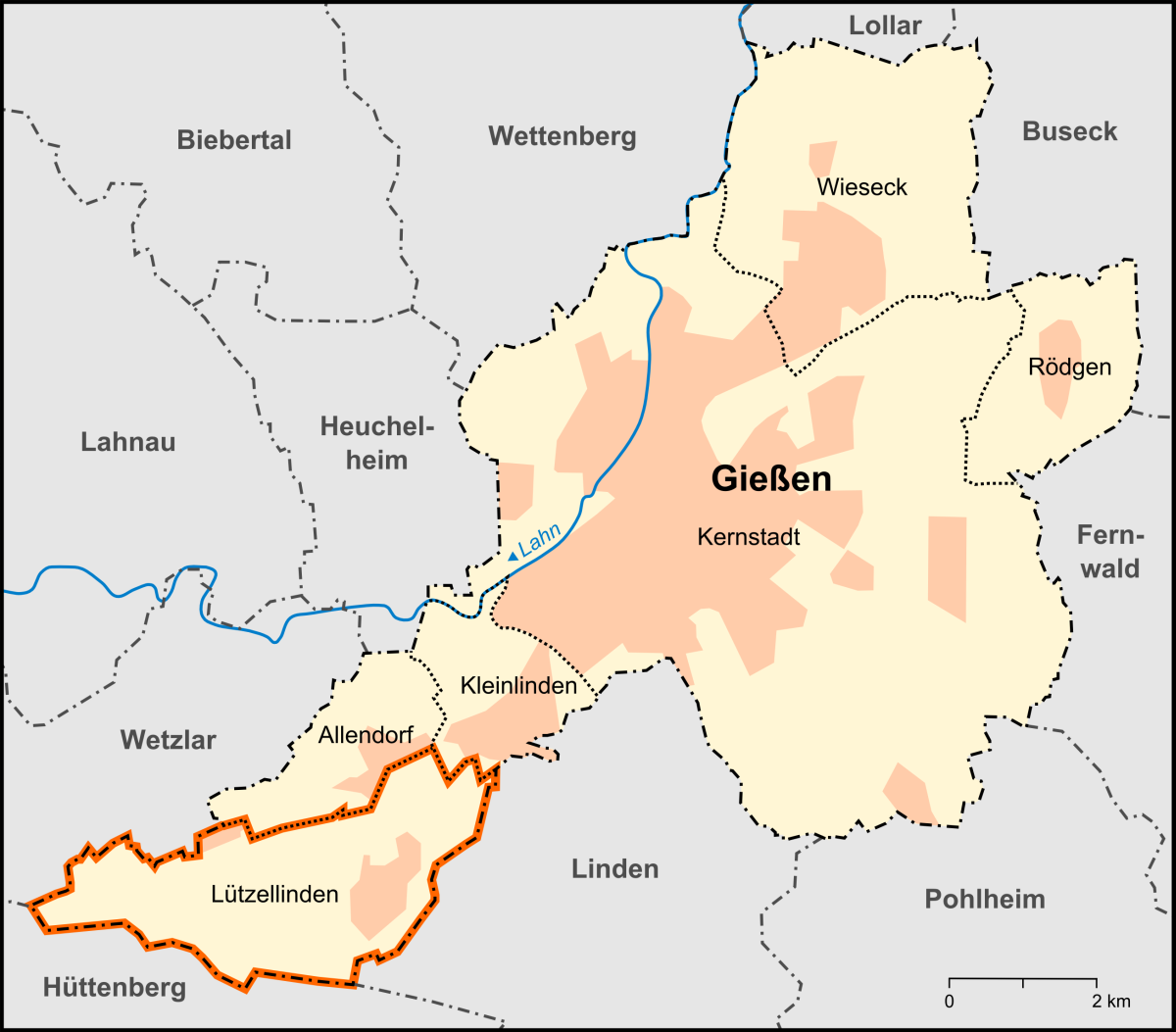

Lützellinden costituì un comune autonomo fino al 31 dicembre 1976, quando con altri 13 comuni e le città di Gießen e Wetzlar andò a formare la nuova città di Lahn, divenendone un quartiere (Stadtteil) compreso nel distretto urbano (Stadtbezirk) di Dutenhofen.
Il 31 luglio 1979, a seguito delle proteste della cittadinanza, la città di Lahn fu disciolta; tuttavia Lützellinden non recuperò la propria indipendenza, ma divenne una frazione di Gießen.